# Adalbert Vogl
Adalbert Vogl (* 8. März 1876 in Oberaudorf; † 28. April 1945 in Altötting) war ein deutscher römisch-katholischer Geistlicher und Märtyrer.

## Leben
Adalbert Vogl wurde am 29. Juni 1901 in Passau zum Priester geweiht. 1906 kam er nach Altötting und wurde dort 1924 Administrator der Heiligen Kapelle. Er half wesentlich, das Kollegiatstift Altötting 1930 wieder zu errichten und wurde 1933 Stiftsdekan. 1934 organisierte er die Feierlichkeiten zur Heiligsprechung des Konrad von Parzham.
Zusammen mit Josef Bruckmayer, Josef Kehrer, Hans Riehl, Martin Seidel, Max Storfinger und Adam Wehnert war er am 28. April 1945 Opfer der zu den Endphaseverbrechen zählenden Bürgermorde von Altötting. Im Moment des Heranrückens der US-Truppen hatten sie versucht, ihre Heimatstadt von der NS-Herrschaft zu befreien, um damit eine Zerstörung zu verhindern. Eine Art Standgericht verurteilte ihn zum Tode. Das Urteil wurde sogleich von SS-Leuten im Hof des Landratsamtes durch Erschießen vollstreckt.
Adalbert Vogl trug den Ehrentitel Monsignore.

## Gedenken
Die Römisch-katholische Kirche in Deutschland hat Adalbert Vogl als Märtyrer aus der Zeit des Nationalsozialismus in das deutsche Martyrologium des 20. Jahrhunderts aufgenommen.